# Coventry City FC
A Coventry City Football Club egy labdarúgócsapat Coventryben, Angliában. 1992-ben alapító tagjai voltak a Premier League-nek.
A csapat jelenleg a Championshipben, vagyis az angol másodosztályban szerepel. Eddigi egyetlen nagy trófeájukat 1987-ben nyerték, amikor az FA Kupa döntőjében 3-2-re verték a Tottenham Hotspurt. A Ligakupában kétszer (1981, 1990) az elődöntőig jutottak, valamint megnyerték a harmad- és negyedosztályú csapatok részére  kiírt Football League Trophy 2017-es sorozatát.
1899-től 2005-ig a Coventry City a Highfield Road stadionban játszotta hazai meccseit. Az 1980-as években ez lett az első angol stadion, melyben kizárólag ülőhelyek voltak. A következő évtizedben a vezetőség úgy döntött, nagyobb stadionra van szükség, a Ricoh Arena 2005 augusztusában készült el.

## Klubtörténet

### A kezdetek
A csapatot 1883-ban egy kerékpárgyár dolgozói alapították, és munkahelyük után Singersnek nevezték el. Tíz évvel később a gárda profivá vált, miután az 1891/92-es szezonban a Birmingham Kupát, a Wednesbury Kupát és a Walsall Kupát is megnyerték. A triplázás tiszteletére egy helyi dohánygyáros, David Cooke (aki később elnöke is lett a csapatnak) kiadta a "Three Cups Tobacco-t", azaz a "Három Kupa Cigarettát". 1898-ban a klubot átnevezték Coventry Cityre, majd röviddel ezután a Highfield Roadra költöztek, melyet 106 évig nevezhettek otthonuknak.
A City beceneve eredetileg Bantams, azaz Baromfiak volt, ugyanúgy, mint a Bradford Citynek. Ezt egy helyi újság ragasztotta rájuk 1908-ban, addig azon kevés csapat közé tartoztak, melyeknek nem volt becenevük. Egészen 1962-ig nevezték Baromfiaknak a gárdát, amikor Jimmy Hill átkeresztelte őket Égszínkékekre.

### Út a csúcsra
Az első világháború után a Coventry bekerült a másodosztályba. Első szezonjuk végén az utolsó előtti helyen álltak és már csak két Bury elleni meccsük volt hátra. Előbb 2-2-es döntetlent játszottak, majd 2-1-re nyertek, így a Lincoln City esett ki. Három évvel később, 1923-ban azonban az Angol labdarúgó-szövetség (F.A.) vizsgálatot indított és arra jutott, hogy a Coventry és a Bury megegyezett egymással a meccsek végeredményéről. Ekkor a City elnökét, Cooke-ot és még tíz vezetőt életük végéig eltiltották a futballtól.
Ugyanebben a szezonban a csapat tizenegy meccsen (997 percen át) nem tudott gólt szerezni, ami máig negatív rekord Angliában. 1934 áprilisában újabb rekordot állítottak be, de erre már büszkébbek lehetnek, 9-0-ra verték a Bristol Cityt, ami máig klubrekordnak számít. A találkozón Clarrie Bourton öt gólt szerzett, aki egy szezonban szerzett 50 góljával csúcstartó a csapatnál.
1962-ben a Coventry teljesen világoskék mezre és rövidnadrágra váltott, ezzel az övék lett az első csapat, mely ugyanolyan színű felsőben és sortban futballozott. Ezzel a váltással a csapat pályán mutatott teljesítménye elkezdett felfelé ívelni. Az 1966/67-es szezonban bajnokként zárták a másodosztályt. Ez alatt az idő alatt az átlag nézőszám folyamatosan emelkedett, 1967. április 29-én egy Wolverhampton elleni meccsen 51 455 szurkoló zsúfolódott össze a Highfield Roadon, ami máig érvényes klubrekord.

### Csúcson maradás
A Citynek sikerült bent maradnia első szezonjában az élvonalban és utána is hosszú ideig folyamatosan ellent mondtak a fogadóirodáknak, akik szinte mindig kiesőesélyesként számoltak velük.
A CCFC 1970-ben szerezte története egyik leghíresebb gólját egy Everton elleni hazai meccsen. A Coventry szabadrúgáshoz jutott az ellenfél tizenhatosának sarkán, Willie Carr a két lába közé fogta a labdát, majd felugorva a mögötte álló Emie Hunthoz juttatta azt, aki kapásból az Everton-sorfal fölött a kapu felső sarkába lőtt. A gólt ugyan megadták, de később az F.A. megtiltotta a technika használatát.
A csapat az 1970/71-es idényben Noel Cantwell menedzser irányítása alatt máig egyetlen alkalommal szerepelhetett az európai porondon, a Vásárvárosok kupája keretében. A bolgár Trakia Plovdivot összesítésben 6-1-re legyőzték, majd a Bayern Münchennel kerültek össze. Az első meccsen nagy meglepetésre még 2-1-re győzni tudtak, de végül a bajorok jutottak tovább 7-3-as összesítéssel.
1975-ben a klub korábbi híres menedzsere, Jimmy Hill lett az elnök, aki átépíttette a Highfield Roadot az első olyan stadionná alakítva, melyben csak ülőhelyek voltak. Hill jelmondata, mely szerint "Nem lehetsz huligán, ha ülsz", egy Leeds United elleni Ligakupa-meccsen megdőlt, amikor a leedsi szurkolók a helyükről kitépett székekkel kezdtek dobálózni. Szintén a Highfielden vezettek be először elektromos eredményjelző táblát, mely az ország összes meccsének eredményeit mutatta. 1980-ban a gárda bejutott a Ligakupa elődöntőjébe, ahol kis különbséggel, de vereséget szenvedtek a West Ham United ellen. Az 1983/84-es szezonban a Coventry hazai pályán 4-0-ra kiütötte azt a Liverpoolt, mely akkoriban vitathatatlanul a világ legjobb csapata volt.

### FA Kupa-siker és az azt követő néhány év
1987-ben az Égszínkékek megnyerték máig legnagyobb trófeájukat, az FA Kupát, a döntőben a remek játékosokat foglalkoztató Tottenham Hotspurt verték 3-2-re. Sokak szerint ez volt az egyik legjobb FA Kupa-döntő, ami a szép, a sportszerű játékot és az izgalmakat illeti. A diadal ellenére a csapat nem indulhatott a KEK-ben, mivel a Heysel-tragédia miatt az angol csapatokat kitiltották az európai kupasorozatokból.
Ugyanebben az évben a Coventry ificsapata is megnyerte a fiatalok számára kiírt FA kupát. Ilyen duplázást a Cityn kívül csak az Arsenal, a Liverpool és az Everton tudott elérni.
A korszak legfontosabb játékosai Steve Ogrizovic, Brian Kilcline, Dave Bennett, Lloyd McGrath, Cyrille Regis és Keith Houchen voltak.
Az 1988/89-es idényben a klub hetedik helyen végzett a bajnokságban, ami a második legjobb eredményük. Többek között olyan, sokkal jobb anyagi helyzetben lévő csapatokat előztek meg, mint a Manchester United vagy a Tottenham Hotspur. Az FA Kupában azonban nagyon gyengén teljesítettek és már a harmadik fordulóban kiestek a Sutton United ellen. Ez volt az utolsó eset, hogy egy ligán kívüli csapat kiejtett egy élvonalbelit. Egy évvel később a gárda ismét bejutott a Ligakupa elődöntőjébe, de ott ismét kikaptak, ezúttal a későbbi győztes Nottingham Forest ellen.
Az 1990/91-es szezonban visszatértek a Coventry gondjai a bajnokságban és a vezetőség megvált John Sillett menedzsertől. Helyére a korábbi Rangers-játékos, a 32 éves Terry Butcher érkezett. Ő azonban alig egy évig maradt a kispadon, a szezon hátralévő részében Don Howe irányította a csapatot. Végül Bobby Gould érkezett, aki 1988-ban a Wimbledonnal kiejtette a Liverpoolt az FA Kupából.

### Élet a Premiershipben
Az 1991/92-es évadban a City nagy nehezen megőrizte élvonalbeli tagságát, így a következő szezonban alapító tagja lett a Premier League-nek. A csapat azt a célt tűzte ki maga elé, hogy a legjobb tíz között végez, optimizmusuk oka főként egy remek képességű csatár, Micky Quinn érkezése volt. A támadó igazolta hírnevét és 17 gólt szerzett, de a csapat a téli időszakban rossz sorozatot produkált, egymás után öt meccsen képtelenek voltak betalálni, így a 15. helyre zuhantak.
Az 1993/94-es idényt nagyszerűen kezdte a gárda, Quinn klasszikus mesterhármasával 3-0-ra verték az Arsenalt, de nem tudtak építeni a sikerre. Gould szezon közben lemondott, helyére Phil Neal érkezett, akivel a 11. helyen zártak.
1995 februárjában a Coventry-t meglegyintette a kiesés szele, ez volt az első ilyen alkalom a Premier League megalakítása óta. Nealt kirúgták, helyette Ron Atkinson került, aki korábban a West Bromwich Albionnal, a Manchester Uniteddel és az Aston Villával szép sikereket ért el menedzserként. Vele a csapat képes volt megőrizni élvonalbeli tagságát.
Az 1996/97-es szezonban szinte biztosnak látszott a csapat kiesése, de az utolsó fordulóban legyőzték a Tottenham Hotspurt, a Middlesbrough és a Sunderland pedig képtelen volt nyerni, így bent maradtak.
Ezután néhány szezon erejéig még bent tudtak maradni a tabella második felében elért helyezéseikkel, de 2001. május 5-én elpártolt tőlük a szerencse. A sorsdöntő meccsen ironikus módon éppen a rivális Aston Villától kaptak ki 3-2-re.

### Élet a Premiershipen kívül
A 2001/02-es szezonból még csak öt forduló telt el, amikor a vezetőség megvált Gordon Strachan menedzsertől. Helyére a csapat veterán játékosa, Roland Nilsson került, de az évad végén őt is menesztették, mivel a City bajnokesélyesként a rájátszásra sem kvalifikálta magát. Nilssont Gary McAllister váltotta.
A McAllister irányította csapatnak jó esélyei voltak a rájátszásba jutásra a 2002/03-as szezon közepén, de a 2003-as év kezdete után mindössze egy meccset tudtak megnyerni és a 20. helyen végeztek. A 2003/04-es idény már jobban sikerült a Coventrynek, de McAllister távozott, hogy súlyos beteg feleségét ápolhassa. Eric Black lett az Égszínkékek következő mestere, aki elért pár szép eredményt a gárdával, de a szezon végén mégis leváltották, Peter Reid ült le a kispadra.
2005 telén a csapatot a kiesés fenyegette, ezért Reidnek mennie kellett, utódja, Micky Adams bent tartotta a Coventryt. A gárda a szezon végén kiköltözött a Highfield Roadról és átköltözött a Ricoh Arenába A 2005/06-os szezont a 8. helyen zárták.

### Cél: a Premiershipbe jutás
A 2005/06-os szezon óta a szurkolók komolyan zúgolódtak, amiért egyáltalán nem javult a klub helyzete. A nyomás hatására a vezetőség több pénzt bocsátott Adams rendelkezésére, aki így 11 új játékost igazolhatott a következő idény előtt.
A szezon során sikerült legyőzniük a Ligakupában a Manchester Uniteded, de a bajnokságban csak a 19. helyig jutottak. 2007 decemberében a SISU csoport felvásárolta a csapatot, de a pályán nyújtott teljesítmény nem javult. A 2007/08-as szezonban csak az utolsó fordulóban menekültek meg a kieséstől annak köszönhetően, hogy a Leicester City nem tudta legyőzni a Stoke Cityt.

## Mezek
A Coventry City neve mára összeforrott az égszínkék mezzel, de nem volt ez mindig így. Az 1880-as és 1890-es években fekete-piros szerelést viseltek a klub játékosai. Először 1898-ban került használatba az égszínkék mez és egészen 1922-ig nem változott a dizájn. A szín 1962-ben tért vissza Jimmy Hillnek köszönhetően. Alapításának 125. évfordulójára kék-fehér csíkos mezt terveztetett magának a csapat.

## Szurkolók

### Korábbi Játékosok Szövetsége
2007 februárjában a klub történelmével foglalkozó szakember, Jim Brown, néhány önkéntes és egy korábbi játékos, Kirk Stephens megalapították a Korábbi Játékosok Szövetségét (Former Players Association). A szervezet elsődleges célja, hogy összehozza a Coventryben megfordult játékosokat, akik így felidézhetik a régi emlékeket. Eddig 50 korábbi sztár jelent meg a Szövetség gyűlésein.

### Égszínkék Sam
Égszínkék Sam, azaz Sky Blue Sam a csapat kabalája, aki főként akrobatikus mutatványairól híres. Gyakran látni őt cigánykerekezni vagy hátraszaltózni.

## Stadionok

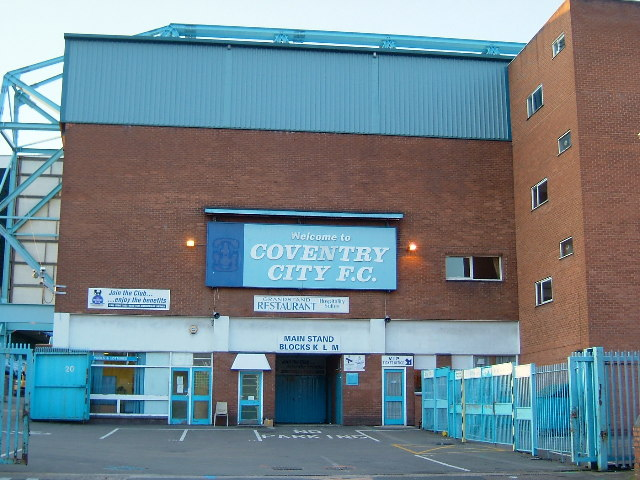
106 éven keresztül a Highfield Road volt az Égszinkékek szentélye

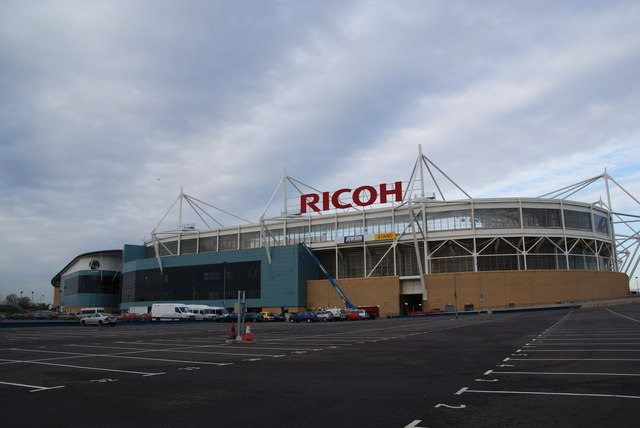
2005 óta a csapat otthona a Ricoh Arena

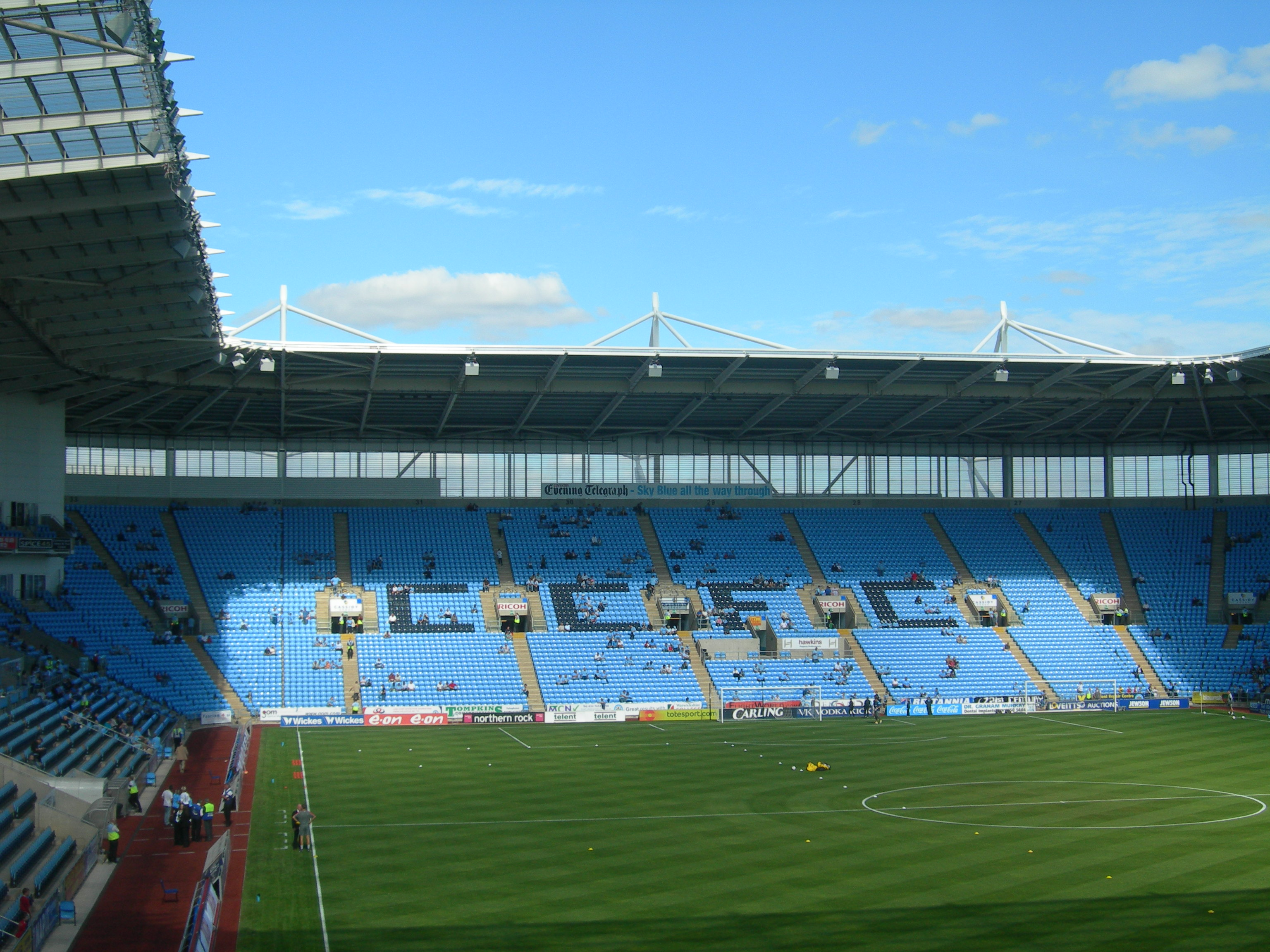
A Ricoh Arena belülről

### Eddigi Stadionok
- Dowells Field 1883-1887
- Stoke Road 1887-1899
- Highfield Road 1899-2005
- Ricoh Arena 2005-

### 106 év a Highfield Roadon
A Coventry City 1899-ben költözött be a Highfield Roadra, bár a csapat csak 1937-ben vásárolta meg a területet, ahol a stadion állt. A rekord nézőszám 51 452 volt, ezt 1967. április 29-én jegyezték fel, amikor itt dőlt el, hogy ki lesz a másodosztály bajnoka. Az ellenfél a Wolverhampton Wanderers volt. A stadionnak érdekes történelme van. 1940-ben lebombázták a Luftwaffe gépei, 1968-ban pedig leégett a fő lelátó, melyet négy hónap alatt újjáépítettek. 1981-ben a Highfield Road lett az első angol stadion, melyben csak ülőhelyek voltak. Az átépítés után a befogadóképesség kb. 21 000 főre csökkent. Az utolsó munkálatokat az 1990-es évek közepén végezték rajta, ekkor tették teljesen zárttá a sarkokat. Az utolsó meccset 2005. április 30-án játszotta itt a Coventry a Derby County ellen.

### A Ricoh Arena
A csapat a 2005/06-os szezonban költözött be a 32 609 néző befogadására alkalmas Ricoh Arenába. A vezetőség 1998-ban döntött egy új stadion építése mellett, körülbelül 3 mérföldre északra Coventry központjától. A kezdeti tervek szerint ez egy világszínvonalú, mozgatható tetővel felszerelt 45 000 férőhelyes létesítmény lett volna és már a 2001/02-es szezonra elkészült volna. A csapat kiesése a élvonalból és a pénzügyi gondok azonban komolyan megváltoztatták a terveket.
A munkálatok csúsztak, így a 2005/06-os szezonban a csapatnak semleges pályán kellett játszania első három hazai meccsét. Először 2005. augusztus 20-án játszhatott a City a Ricoh Arenában, az ellenfél a Queens Park Rangers volt. A hazaiak 3-0-ra nyertek, a stadion történetének első gólját Claus Bech Jørgensen szerezte a meccs 11. percében.

## Játékoskeret
2024. augusztus 30-től
| #  |     | Poszt | Név                        |
| -- | --- | ----- | -------------------------- |
| 1  | SWE | K     | Oliver Dovin               |
| 2  | ENG | V     | Luis Binks                 |
| 3  | WAL | V     | Jay Dasilva                |
| 4  | ENG | V     | Bobby Thomas               |
| 5  | ENG | KP    | Jack Rudoni                |
| 7  | JPN | KP    | Szakamoto Tacuhiro         |
| 8  | ENG | KP    | Jamie Allen                |
| 9  | ENG | CS    | Ellis Simms                |
| 10 | ENG | CS    | Ephron Mason-Clark         |
| 11 | USA | CS    | Haji Wright                |
| 12 | ENG | V     | Junior Brown               |
| 13 | ENG | K     | Ben Wilson                 |
| 14 | ENG | KP    | Ben Sheaf (csapatkapitány) |

| #  |     | Poszt | Név                   |
| -- | --- | ----- | --------------------- |
| 15 | ENG | V     | Liam Kitching         |
| 17 | AUS | CS    | Raphael               |
| 21 | ENG | V     | Jake Bidwell          |
| 22 | JAM | V     | Joel Latibeaudiere    |
| 23 | GHA | CS    | Brandon Thomas-Asante |
| 27 | NED | V     | Milan van Ewijk       |
| 28 | ENG | KP    | Josh Eccles           |
| 29 | DEN | KP    | Victor Torp           |
| 30 | POR | CS    | Fábio Tavares         |
| 37 | BEL | CS    | Norman Bassette       |
| 40 | ENG | K     | Bradley Collins       |
| 44 | WAL | K     | Cian Tyler            |

### Kölcsönben
| #  |     | Poszt | Név                                           |
| -- | --- | ----- | --------------------------------------------- |
| 32 | SCO | V     | Jack Burroughs (kölcsönben a Kilmarnock-nál)  |
| 36 | WAL | KP    | Ryan Howley (kölcsönben a Ayr-nál)            |
| 49 | TRI | CS    | Justin Obikwu (kölcsönben a Grimsby Town-nál) |

## Sikerlista

### Hazai
- 1-szeres bajnok: 1977-78
- 1-szeres másodosztályú bajnok: 1966-67
- 1-szeres harmadosztályú bajnok: 1963-64
- 1-szeres harmadosztályú bajnok (Déli csoport): 1935-36
- 1-szeres FA-kupa győztes: 1986-87
- 1-szeres Football League Trophy győztes: 2016-17
- 2-szeres Ligakupa döntős: 1980-81, 1989-90

## Az év játékosai
| Év   | Győztes         |
| ---- | --------------- |
| 1968 | Ernie Machin    |
| 1969 | Bill Glazier    |
| 1970 | Neil Martin     |
| 1971 | Willie Carr     |
| 1972 | Ernie Hunt      |
| 1973 | Tommy Hutchison |
| 1974 | Bill Glazier    |
| 1975 | Tommy Hutchison |
| 1976 | Tommy Hutchison |
| 1977 | Mick Ferguson   |
| 1978 | Ian Wallace     |
| 1979 | Bobby McDonald  |

| Év   | Győztes         |
| ---- | --------------- |
| 1980 | Ian Wallace     |
| 1981 | Gary Gillespie  |
| 1982 | Danny Thomas    |
| 1983 | Gary Gillespie  |
| 1984 | Nick Platnauer  |
| 1985 | Terry Gibson    |
| 1986 | Trevor Peake    |
| 1987 | Steve Ogrizovic |
| 1988 | David Speedie   |
| 1989 | David Speedie   |
| 1990 | Brian Borrows   |
| 1991 | Kevin Gallacher |

| Év   | Győztes         |
| ---- | --------------- |
| 1992 | Stewart Robson  |
| 1993 | Peter Atherton  |
| 1994 | Phil Babb       |
| 1995 | Brian Borrows   |
| 1996 | Paul Williams   |
| 1997 | Dion Dublin     |
| 1998 | Dion Dublin     |
| 1999 | Richard Shaw    |
| 2000 | Gary McAllister |
| 2001 | Gary Breen      |
| 2002 | Gary McAllister |
| 2003 | Muhamed Konjic  |

| Év   | Győztes         |
| ---- | --------------- |
| 2004 | Stephen Warnock |
| 2005 | Michael Doyle   |
| 2006 | Gary McSheffrey |
| 2007 | Andy Marshall   |
| 2008 | Jay Tabb        |
| 2009 | Aron Gunnarsson |
| 2010 | Keiren Westwood |
| 2011 | Marlon King     |
| 2012 | Richard Keogh   |
| 2013 | Carl Baker      |
| 2014 | Callum Wilson   |
| 2015 | Jim O'Brien     |

## Riválisok
- Aston Villa
- Birmingham City
- Leicester City
- Nottingham Forest
- West Bromwich Albion
- Wolverhampton Wanderers